# Біля моря
«Біля моря» (англ. By the Sea) — короткометражний фільм Чарлі Чапліна, випущений 29 квітня 1915.

## Сюжет
Чарлі, прогулюючись біля моря, зустрічає людину в солом'яному капелюсі, який чекає повернення дружини. Раптовий порив вітру зриває їх капелюхи, і, не зумівши розібратися з ними, чоловіки починають бійку. Противник тимчасово відключається, а Чарлі встигає познайомитися з дівчиною, яка прийшла на зустріч зі своїм коханим — людиною в циліндрі. Незабаром, однак, з'являється поліцейський, щоб дізнатися, що за метушня. Чарлі удвох з чоловіком позбавляються від нього і вирішують разом піти поїсти морозива. Однак ніхто не хоче платити і знову починається бійка, в яку втручається хлопець дівчини. Вибравши момент, Чарлі знову починає до неї чіплятися. На одній з лавок він зустрічає дружину, яка очікує свого чоловіка, і сідає до неї. Але його знаходять і чоловік, і хлопець дівчини й загрозливо сідають з двох сторін. В цей час лава перевертається.

## У ролях
- Чарлі Чаплін — бродяга
- Бад Джемісон — чоловік в циліндрі
- Една Первіенс — його дівчина
- Біллі Армстронг — чоловік в солом'яному капелюсі
- Марджі Рейгер — його дружина
- Педді Макгвайр — поліцейський
- Ернест Ван Пелт — поліцейський